# Cortes franquistes
Pour les articles homonymes, voir Cortes.
Palais des Cortès
Les Cortes franquistes, officiellement dénommées Cortes espagnoles, étaient une institution parlementaire instaurée par la dictature franquiste en juillet 1942, en vertu de la loi constitutive des Cortes, et présentée par le régime comme un organe de participation du peuple espagnol aux missions de l’État.
La fonction principale de cette assemblée était (théoriquement) législative, c’est-à-dire la conception et l’approbation des lois du régime. Sa composition, conformément aux principes corporatistes et organicistes de l’idéologie traditionaliste, était supposée refléter la structuration naturelle (« organique ») de la société, et non être articulée sur les partis politiques, jugés inorganiques, c’est-à-dire factices, favorisant la discorde sociale et dissolvant l’unité nationale ; l’assemblée des Cortes était par conséquent organisée en accord avec les « entités naturelles » que sont la famille, la commune et le corps de métier, et les fractions parlementaires regroupaient donc les représentants des tercios familial, local et syndical respectivement. Les députés (rebaptisés procurateurs, afin de renouer avec la tradition historique espagnole) étaient soit nommés de droit (natos) en raison de la haute fonction qu’ils exerçaient, soit nommés souverainement par le chef de l’État, soit encore élus à travers un scrutin à suffrage indirect (par degrés). Cette dernière modalité (élective) était toutefois loin de correspondre à une élection libre, en particulier par suite de l’interférence du gouvernement sur le choix des candidatures (les critères d’éligibilité), choix où prévalaient surtout la cooptation, la désignation et la sélection préalable, d’où le terme de digitocratie forgé par la faconde populaire. Seule, sans doute, l’élection du tercio familial pouvait-elle prétendre à quelque légitimité démocratique, encore que limitée, mais elle ne fut mise en place que très tardivement (à partir de 1967 seulement).
Dans les faits, l’assemblée était largement dominée par le parti unique FET y de las JONS, le Conseil national duquel était, de surcroît, habilité d’office à y siéger. Enfin, le gouvernement exerçait, notamment à travers le président des Cortes, l’homme lige Esteban Bilbao, une emprise sur les commissions parlementaires, centre de gravité de l’institution et instrument de diverses manœuvres réglementaires et non réglementaires, ainsi que sur l’ordre du jour de l’assemblée. S’y ajoutait le pouvoir personnel conféré à Franco par les Lois de prérogative, notamment la faculté de court-circuiter les Cortes pour imposer telles mesures prétendument commandées par une situation d’urgence. Parmi les compétences des Cortes figurait aussi un rôle de comité de surveillance du gouvernement et de l’administration, qu'elles ne pouvaient jamais exercer en pratique.
Le résultat fut un parlement docile — un pseudo-parlement, selon l'expression d’un auteur —, qui n'eut guère d'initiative législative et adoptait, souvent sans débat et tels quels pour la plupart les projets de loi présentés par le gouvernement. Les Cortes franquistes votèrent leur auto-dissolution (« hara-kiri ») en novembre 1976.

## Contexte historique
Une tentative fut entreprise par Serrano Súñer, beau-frère du général Franco, de convertir en chambre représentative unique du nouvel État le Conseil national du parti unique FET y de las JONS, lequel Conseil national était entré en fonction dans la foulée de l’instauration de ce parti en avril 1937, dès après l'adoption du Décret d'unification. Serrano Súñer se proposait de faire du Conseil national et de son Comité politique, que lui-même présidait, quelque chose de plus qu’une simple « chambre d’idées », et rédigea à cet effet un projet de loi « portant organisation de l’État », dont le but principal était de faire de la Chambre du parti une réplique du Grand Conseil fasciste mussolinien,. Ledit projet évoquait aussi la mise en place de Cortes corporatives, mais celles-ci n’auraient été investies que d’un rôle secondaire, ce qui ne manqua de susciter une levée de boucliers chez les militaires, les carlistes et chez tous les adeptes des idées traditionalistes. Dans les débuts de la dictature, Serrano Súñer avait en effet mis en doute l’opportunité de créer des Cortes organiques de style traditionnel, en arguant que seul le Conseil national de FET y de las JONS avait vocation à faire office d’organe de participation du peuple aux missions de l’État.
En conséquence, Serrano Súñer fut bientôt évincé par Franco de la tête du parti et remplacé par José Luis Arrese, « vieille chemise » (phalangiste de la première heure), idéologiquement proche de José Antonio Primo de Rivera, mais en même temps suffisamment docile et jugé apte à mener à bien l’œuvre de « bureaucratisation et de domestication de la Phalange » (selon le mot de Stanley G. Payne) que Franco avait en vue. À l’automne 1941, Esteban Bilbao et José Luis Arrese s’attelèrent à élaborer un projet de loi relatif aux Cortes, qui pour l’essentiel répondait à l’idéologie traditionaliste, abstraction faite de l’« inclusion parmi ses membres du Conseil national au complet », en manière de concession aux Phalangistes. Serrano Súñer, bien que totalement tenu à l’écart de la gestation du projet, parvint néanmoins, alors que la rédaction était presque close, à introduire quelques changements, notamment l’adjonction d’un préambule et la substitution du terme « procurateurs aux Cortes » à celui de « membres des Cortes ». Pour le reste, le Conseil national de FET y de las JONS fut relégué au second plan, sans capacité d’intervenir directement dans les fonctions législatives de l’État ; son règlement lui assignait le rôle de « chambre d’idées » de la dictature, organisme « par l'intermédiaire duquel la réforme de l’État devra être orientée de telle façon qu’elle corresponde dans tous ses aspects à l’ambition historique du Mouvement national » (selon l’art. 7 dudit Règlement, daté du 20 décembre 1942).

## Origines historiques et idéologie sous-jacente
Au cours du XIXe siècle et dans le premier tiers du XXe siècle, un système représentatif du peuple reproduisant les strates naturelles de la société avait été conçu par plusieurs penseurs de tendance traditionaliste, dont Antonio Aparisi y Guijarro, Enrique Gil Robles, Manuel Vázquez de Mella et Víctor Pradera. Dans le sillage de ces auteurs, une fois terminée la Guerre civile, le jeune régime franquiste, à la recherche d’un mode nouveau de représentation politique pouvant figurer comme solution de rechange au régime libéral-démocratique et prétendre à une meilleure validité du point de vue de la représentativité de la société, entreprit de théoriser un système nouveau, baptisé « démocratie organique », décantation des théories traditionnelles sur la représentation politique, mais adaptées à la réalité particulière de la dictature franquiste, et devant servir d'alternative à la démocratie dite inorganique, c’est-à-dire individualiste et libérale. Aux dires des idéologues du régime, cette incarnation spécifiquement espagnole des doctrines corporatiste et traditionaliste constituait le préalable à une démocratie véritable, vu qu’il s’agissait d’un système où les représentants politiques font partie du même corps social que celui auquel appartiennent leurs mandants. Franco lui-même, depuis de longues années abonné à la revue Acción Española, avait fait siens le rejet de la démocratie et de tout type de parlementarisme libéral et adhérait au modèle autoritaire traditionnel.
Cependant, la logique sous-tendant la composition des Cortes franquistes — à savoir qu’elle devait le reflet de la structuration de toute société humaine selon les dénommées « entités naturelles », à savoir le trinôme famille, commune et syndicat (désignés conventionnellement par les trois tiers, ou tercios) — comportait quelques entorses au schéma corporatiste, attendu que d’une part, ni la famille, ni la commune ne pouvaient au sens strict être considérées comme des corporations professionnelles, et que d’autre part elle incluait, comme partie intégrante de la nouvelle structure, le parti unique FET y de las JONS. Cette même logique allait du reste être appliquée pendant la dictature à chacun des prétendus parlements, qu’ils se situent au niveau local (le conseil municipal), provincial (la députation) ou général (les Cortes). Dans la représentation organique, les entités naturelles (les tercios) étaient les uniques cadres possibles au-dedans desquels la volonté populaire était habilitée à s’exprimer. Était donc répudiée toute identification avec la démocratie libérale, qui était perçue comme une idéologie tendant à dissoudre l’unité nationale et impliquant le fractionnement de celle-ci selon la classe sociale et selon les territoires. Les partis politiques étaient proscrits et il n’y avait pas d’élections démocratiques.
Il était argumenté que la nature des nouvelles Cortes garantissait une « démocratie authentique », à savoir la « démocratie organique ». Pour Franco et ses alliés, la démocratie était synonyme « du relativisme le plus cru » et de la « dictature des majorités », garante de l’« irresponsabilité la plus absolue, parce que lorsque ce sont les masses anonymes qui décident, il devient impossible d’exiger d’elles des comptes pour leurs caprices ».
Le système de gouvernement traditionnel ainsi ressuscité se heurta bientôt à la réalité autoritaire consubstantielle au caudillat de Franco. Il n’entrait pas dans le propos des Cortes franquistes d’être le dépositaire de la souveraineté nationale, étant donné que la totalité du pouvoir souverain, en l’absence d’une séparation des pouvoirs, se concentrait en dernier ressort aux mains du chef de l’État, en l’occurrence le général Franco.
C’est avec le système corporatiste du fascisme italien que l’institution espagnole présente la plus grande similitude. Ledit système fut substitué en 1939 à la Chambre des députés du royaume d'Italie, parlement italien qui, depuis la marche sur Rome de 1922, n'était déjà plus de toute manière qu’une institution résiduelle, où les députés opposés à Mussolini étaient exposés aux pressions du pouvoir en place, voire écartés ; en 1934, les 400 députés de la Chambre italienne avaient été élus par plébiscite, sur liste unique, à laquelle l’on ne pouvait voter que par « oui » ou « non », au moyen de bulletins facilement identifiables, en conséquence de quoi le scrutin déboucha sur un résultat de 96,25 % de « oui ». Cependant, le moule initial des Cortes espagnoles était un mélange amalgamant d’une part la Camera dei Fasci e delle Corporazioni, instituée dans l’Italie fasciste en 1939, et d’autre part un cas d’espèce autochtone, l’Assemblée nationale consultative, mise sur pied en 1927 sous la dictature de Primo de Rivera . Le caractère éphémère de ces deux Chambres corporatistes, démantelées respectivement en 1943 et 1930, sans avoir jamais dépassé leur seule première législature, interdisait de leur faire jouer le rôle de prototypes accomplis, consacrés par une longue pratique. L’exemple primorivériste de chambre représentative avait mêlé corporatisme et politique, malgré l’inexistence alors d’un parti politique de référence — l’Union patriotique n’ayant jamais réussi à se développer pleinement,, —, et admettait en outre à siéger des représentants de l’armée et de l’Église, ce qui n'allait pas se reproduire de la même manière dans le franquisme. La chambre italienne pour sa part, comme sa dénomination l’indique, était un assemblage de représentation corporative et politique, vu qu’elle ménageait un espace réservé pour les membres du Partito Nazionale Fascista (PNF), nonobstant que ceux-ci aient siégé sans aucunement se soucier du principe corporatif. La Chambre italienne fait donc figure de modèle initial, en particulier en ce qui concerne la présence du parti unique FET y de las JONS, encore que, comme pour toutes les influences législatives que le franquisme hérita du fascisme italien, le législateur espagnol ait pris égard à ses propres particularités et tiré les leçons des dysfonctionnements de l’expérience originelle. Il est remarquable par ailleurs qu’aucun rôle significatif dans la conception et la création des Cortes franquistes n’a été dévolu à Eduardo Aunós Pérez, pourtant principal théoricien du corporatisme en Espagne, et qui n’avait pas cessé d’être actif dans les cercles du franquisme.

## Instauration et caractéristiques

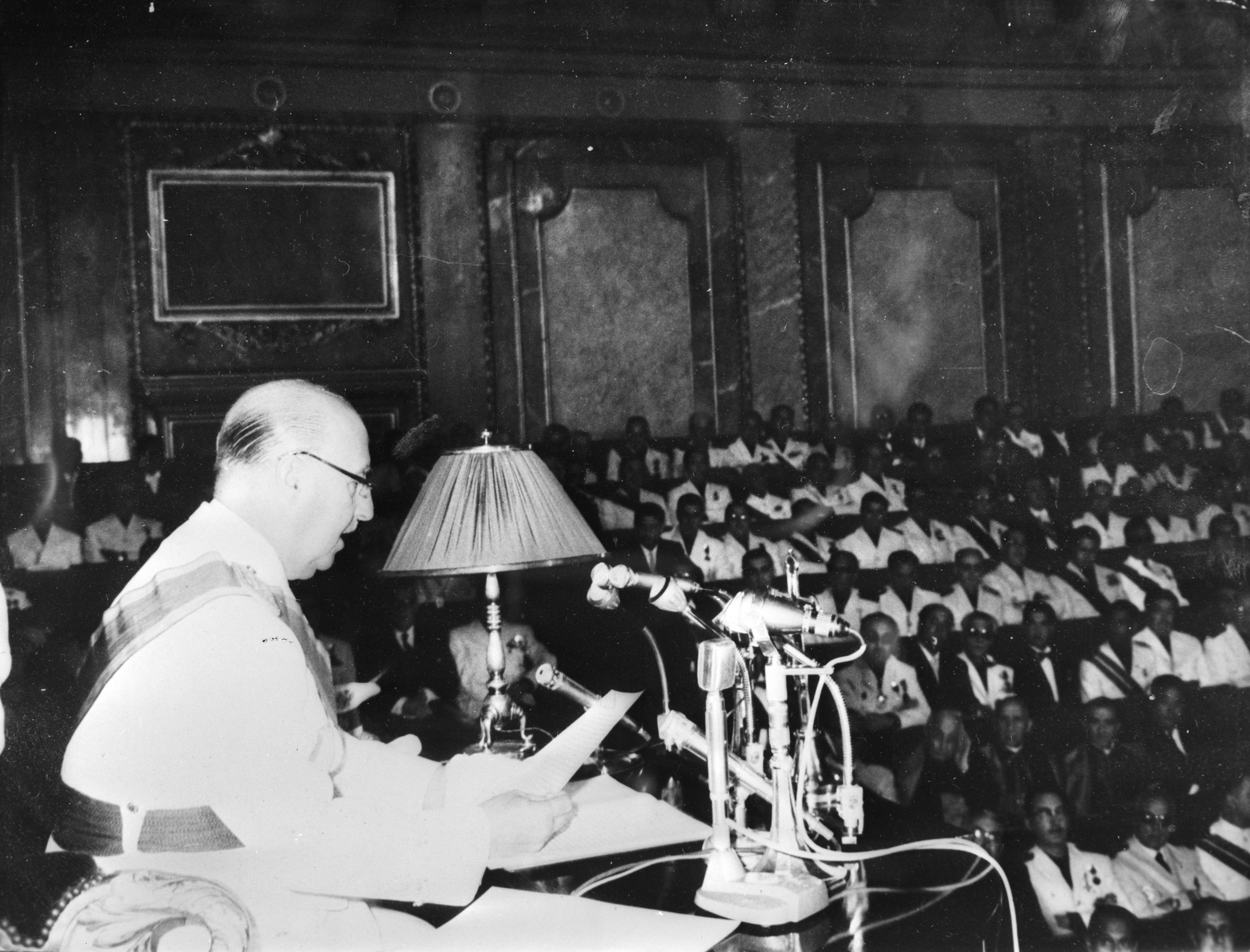
Le général Francisco Franco, revêtu de l’uniforme du Mouvement national, prononçant un discours devant les Cortes (probablement le 8 juillet 1964, à l’occasion de la séance inaugurale de la VIIIe Législature). À l’arrière-plan, les procurateurs, pareillement en uniforme. Dans les strapontins inférieurs, deuxièmes à partir du bas, trois évêques, également procurateurs, en représentation de l’Église catholique.

Les Cortes franquistes furent instituées le 17 juillet 1942, au sixième anniversaire du coup d’État de 1936, et commencèrent leurs séances le 17 mars 1943. Fonctionnant comme un pseudo-parlement, les Cortes s’affirmaient comme l’organe supérieur de participation du peuple espagnol aux missions de l’État — tel qu’énoncé à l’article premier de la loi constitutive des Cortes, modifiée par la loi organique de l'État de 1967 en sa disposition complémentaire troisième —, et avait en théorie pour fonction principale l’élaboration et l’approbation des lois, bien que le pouvoir législatif ait été en réalité réservé au chef de l’État. Pour faire apparaître les Cortes comme s’inscrivant dans la continuité de la tradition parlementaire espagnole, le siège de la nouvelle Chambre fut fixé au palais des Cortès, sis Carrera de San Jerónimo à Madrid, où elle emménagea dès qu’eurent été effectués quelques remaniements à l’hémicycle destinés à mettre sa capacité en adéquation avec la composition de l’assemblée.
Tant la Loi constitutive des Cortes de 1942 que le Règlement provisoire de 1943 faisaient droit aux plus anciens principes traditionnels que sont le rejet du parlement libéral, la répudiation du suffrage universel et la proscription des partis politiques. Les élections libres, considérées comme n’étant qu’un « simple gueuloir » (selon le mot de José Corts Grau, juriste et collaborateur d’Acción Española), n’avait pas sa place dans le régime représentatif de la dictature, « la volonté populaire inorganiquement exprimée » ne pouvant figurer comme « source d’autorité »,. Tout vestige des partis politiques fut éliminé, en accord non seulement avec l’idéologie de la droite antilibérale, mais aussi avec l’obsession personnelle de Franco à l’encontre les organisations qu’il regardait comme « disloquantes et avilissantes ». Cette loi, dont aucune des dispositions n’impliquait de changement fondamental pour le régime, formait l’une des premières pierres d’une façade de lois et de garanties dont les porte-voix du franquisme allaient pouvoir ensuite se prévaloir comme attestations de représentativité politique et de droits civils,.
Le processus de création des Cortes franquistes a été esquissé comme suit par l’historien Miguel Ángel Giménez Martínez :

« À l’automne 1941, [Esteban] Bilbao et [José Luis] Arrese commencèrent à travailler sur un projet de loi portant création des Cortes, qui répondait, pour ses aspects fondamentaux, à l’idéologie traditionaliste, quoiqu’avec quelques retouches opérées en accord avec l’optique phalangiste, par le biais de l’inclusion, parmi ses membres, du Conseil national [du Mouvement] au complet. »

Un traditionalisme « retouché » fut, selon Giménez Martínez, ce qui résulta logiquement des efforts conjugués d’un traditionaliste (Esteban Bilbao) et d’un phalangiste (José Luis Arrese, alors ministre-secrétaire général du Mouvement, c’est-à-dire second, après Franco, dans la hiérarchie de FET y de las JONS, et ayant rang de ministre), et de la marginalisation du principal avocat du projet fasciste, Ramón Serrano Súñer ; toujours selon Giménez Martínez, le Conseil national du Mouvement se retrouva dès lors totalement éclipsé par les Cortes en ce qui concerne la préservation des principes idéologiques fondateurs du régime, et fut relégué au rôle d’institution essentiellement « décorative » et privée de fonctions concrètes dans la nouvelle armature politico-administrative du régime. Souhaitant nuancer cette affirmation de la prééminence de l’idéologie traditionaliste, l’historien Marín Corbera souligne que l’évincement de Serrano Súñer n’impliqua pas que l’institutionnalisation du nouveau régime allait se faire strictement selon les schémas traditionalistes, attendu qu’avec le départ de Serrano Súñer n'avaient disparu ni les syndicats verticaux, ni le parti unique, ni les ministères détenus par des phalangistes (dans une proportion de 6 sur les 13), et que l’influence traditionaliste ne fut en aucune manière renforcée. En effet, la présence du traditionalisme (qui ne sera jamais en mesure de présenter un front cohérent et uni) dans les hautes fonctions de l’État fut très réduite et celle de la Phalange (c’est-à-dire de militants de FE y de las JONS d’avant la Guerre civile) au contraire fort importante. Il s’ensuivit une présence massive de phalangistes dans la branche syndicale, dans l’administration locale, qu’elle dominait largement, dans le nouveau parti unique FET y de las JONS, et parmi les procurateurs familiaux ainsi que dans le reste des institutions appelées à dépêcher quelques-uns de leurs membres à la Chambre.
Le parti FET y de las JONS joua un rôle décisif dans la création des Cortes franquistes, compte tenu que, à côté d’Arrese et de Bilbao, les artisans de la Loi étaient les ministres de l’Intérieur Blas Pérez et de l’Éducation nationale Ibáñez Martín, tous deux phalangistes, et qu’ils bénéficièrent du renfort sporadique de l’Institut d’études politiques (IEP) — institution façonnée par le parti unique et authentique cercle de réflexion de la dictature —, par le truchement de quelques-uns de ses intellectuels. Certes, si le parti resta (hormis pendant l’ère Serrano Suñer) sous la direction de phalangistes authentiques, tels que Fernández-Cuesta, Arrese, Solís Ruiz, etc., il accueillait aussi des minorités carlistes, traditionalistes, intégristes, des membres de groupes de pression catholiques (comme l’Association catholique nationale de propagandistes, sigle ACNdP), d’anciens militants monarchistes alphonsins, d’anciens cédistes, et surtout quiconque avait activement collaboré à la victoire dans la Guerre civile, y compris s’il n’avait appartenu auparavant à aucun parti.
La FET y de las JONS, rebaptisée Consejo Nacional del Movimiento (Conseil national du Mouvement) et revitalisée par Luis Arrese en 1956, acquit un nouvel élan à partir de 1961 et fut transformée — de fait, et partiellement de droit — en une façon de seconde chambre ou de Sénat à la suite de la promulgation de la Loi organique de l’État le 1er janvier 1967. C’est ainsi qu’à l’encontre du dogme organiciste fut imposée, chapeautant toute la structure des Cortes franquistes, une institution assimilable à un parti politique, si camouflée qu’ait été cette dernière qualité sous la dénomination de Mouvement.
Les Cortes franquistes se situaient à mi-chemin entre une assemblée législative et une assemblée délibérante, vu qu’à leurs compétences spécifiques elles se voyaient toujours opposer les dénommées Lois de prérogative, dont le général Franco s’autorisera jusqu’à sa mort et aux termes desquelles il pouvait « édicter des règles juridiques à caractère général » chaque fois qu’il l’estimait opportun.

## Discours inaugural de Franco (mars 1943)
Le régime franquiste, en quête de justificatif pour ses nouvelles institutions, s’autorisait volontiers de l’histoire d’Espagne et tenta d’identifier ses propres organismes à ceux de la monarchie traditionnelle, que l’on proclamait glorieuse et impériale jusqu’aux XVIIIe et XIXe siècles. C’est à cette vision de l’histoire que se référa Francisco Franco dans son « Discours prononcé lors de la session inaugurale » des Cortes le 17 mars 1943.

« Deux siècles de décadence politique, de médiocrité de nos classes dirigeantes, avaient créé chez notre peuple un complexe d’infériorité qu’attisaient encore les efforts geignards et aliénants des intellectuels. C’est à cela que s’est affrontée la Croisade espagnole, ouvrant la voie à la plus féconde des révolutions, éveillant la conscience collective de notre nation en une explosion d’héroïsme et de volonté. »

Dans l’optique anti-intellectualiste et volontariste propre au franquisme, ces deux siècles néfastes étaient regardés comme dégénérés et comme consécutifs à l’introduction en Espagne des idées des Lumières et libérales, taxées d’anti-espagnoles. Franco considérait la Seconde République espagnole comme un régime manqué, incompatible avec l’unité, l’autorité et la hiérarchie, et résultant de la « décadence politique » et de la corruption à tous niveaux. C’est au titre de la lutte contre ce régime que la Guerre civile avait pris nom de « Croisade ».
Franco concevait les institutions parlementaires médiévales comme un mode de collaboration du peuple aux missions de l’État, par le biais notamment d’une intervention dans le règlement et l’administration des impôts, et estimait que les intérêts du peuple étaient représentés par les procuradores des anciennes municipalités. Dans le même esprit, il établissait une analogie entre le soulèvement populaire du 2 mai 1808 (contre les troupes napoléoniennes) et le coup d’État militaire de juillet 1936 (appelé dans la propagande franquiste « soulèvement national »), et imputait les « maux de l’Espagne » à un conglomérat idéologique, obsessionnellement présent dans ses discours : la « conspiration judéo-maçonnico-marxiste internationale ».

« [...] qu’après avoir procédé à la mise en ordre de notre État, nous nous séparions de ces groupes corrompus et que nous empêchions que ces vices, qui ont caractérisé le système passé, puissent ressurgir dans le présent, et ce en cherchant au contraire dans les institutions traditionnelles espagnoles le tronc ancien sur lequel greffer les rameaux neufs et vigoureux de notre Mouvement.

L’histoire des Cortes de Castille est une lutte constante entre l’élément populaire et les pouvoirs séculiers les plus forts et violents, sans qu’à aucun moment n’ait été atteint un état raisonnable d’équilibre entre les intérêts adverses. Avec notre guerre de Succession, les vieilles traditions finirent par succomber, et sous la dynastie des Bourbons, les Cortes n’avaient guère plus qu’une existence nominale, jusqu’à ce que le glorieux soulèvement national du 2 mai, insidieusement exploité par des encyclopédistes et francs-maçons, eut permis d’asseoir, sous le masque des aspirations patriotiques et populaires, le régime libéral parlementaire, qui présida aux jours les plus tristes de notre Patrie et qui culmine, dans le présent siècle, avec la proclamation de la Seconde République espagnole, laquelle, n’ayant pas de territoires d’outre-mer à liquider, s’attacha à fragmenter son propre sol, qu’elle venait de submerger sous l’invasion barbare du matérialisme bolchevique. »

En 1943, au terme de la première phase du franquisme, et compte tenu du sort adverse que connaissaient alors ses alliés internationaux (nommément l’Allemagne et l’Italie) dans la phase finale de la Seconde Guerre mondiale, Franco poussait explicitement à une redéfinition tant des « idées politiques » que du « profil moral, philosophique et juridique » du nouvel État espagnol en cours d’édification, qu’il convenait désormais de ne plus identifier intégralement au fascisme italien ou au nazisme allemand, ou, à l’intérieur, avec le projet phalangiste. L’objectif n’était pas la démocratisation, mais la consolidation du régime et le rassemblement de toutes les dénommées familles du franquisme — les « bleus » (c’est-à-dire les phalangistes ou « national-syndicalistes »), les monarchistes des différentes tendances (carlistes, juanistes), les catholiques (ou « national-catholiques ») et les militaires (africanistes ou d’autres tendances) — sous une doctrine unique et sous des directives politiques élaborées « verticalement » (à partir du sommet, sous l’autorité indiscutable de Franco) et s’appuyant sur les « principes immuables du Mouvement national ». L’on s’efforçait de continuer à fonder la légitimité du régime sur la « Victoire » et sur l’exercice du pouvoir, par un système de gouvernement paternaliste que viendrait limiter et piloter une participation politique sous la forme d’une « collaboration ordonnée » de toutes les fractions de la vie nationale, organisées dans le cadre des mécanismes totalitaires du Mouvement national. L’on se promettait ainsi de garantir « des lois pertinentes, de l’ordre dans l’administration, et la justice dans les tribunaux ».
Dans la ligne néoscolastique, Franco postulait que la finalité de la politique devait être la conservation et le perfectionnement de la société humaine dans un sens catholique traditionaliste, inspiré de Dieu. Son idée de gouvernement comportait un concept d’action sociale compatible tant avec l’idéologie phalangiste qu’avec la doctrine sociale de l'Église, et récusait tout type de lutte de classes — classes sociales dont les intérêts auraient en effet à s’effacer au bénéfice de l’unité de la Patrie :

« Nous aimons la liberté, mais avec ordre ; et nous considérons comme délictueux tout ce qui irait à l’encontre de Dieu ou de la morale chrétienne, de la Patrie et du social, attendu que Dieu, la Patrie et la Justice sont les trois principes inamovibles sur lesquels repose notre Mouvement. »

## Composition

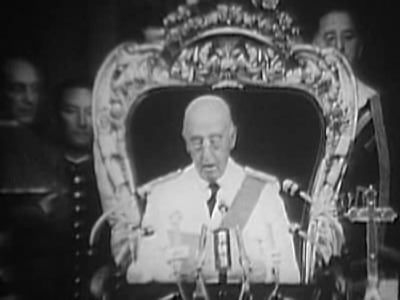
Franco s’adressant aux Cortes en 1969.

La Loi constitutive des Cortes, promulguée le 17 juillet 1942, prescrivait la convocation d’une assemblée unicamérale, à scrutin indirect (par degrés), détenant théoriquement l’initiative des lois, quoique dans les faits celle-ci ait résidé dans la figure de Franco par suite de l’adoption des lois de janvier 1938 et d’août 1939 tendant à doter le chef de l’État de la capacité inconditionnée d’émettre des normes législatives à caractère général (c’est-à-dire que Francisco Franco fut, techniquement, un dictateur à partir de janvier 1938 et jusqu’à sa mort, quoique l’ayant été de facto depuis octobre 1936). Les Cortes étaient néanmoins définies comme l’organe supérieur de participation du peuple espagnol aux missions de l’État, missions dont la principale consistait en l’élaboration et l’approbation des lois, sans préjudice de la sanction revenant de droit au chef de l’État.
Concomitamment à la reconfiguration du parlement dans un sens corporatiste, opérée en 1943, le régime décida que les membres des Cortes seraient dorénavant désignés, non plus par le terme de député, ainsi qu’il était d’usage, mais par le titre de procurador (procurateur, terme rendu aussi par procureur chez certains auteurs), désignation inspirée des anciennes Cortes de Castille et privilégiée par le pouvoir pour prévenir toute association avec le système libéral,.
Les procurateurs se classaient dans l’une de trois catégories suivantes : membres d’office (« natos »), membres électifs et membres désignés. Ces catégories étaient définies comme suit : 
- les procurateurs natos sont membres de droit (« por derecho propio », nommés d’office) en vertu de la fonction qu’ils exercent, et, par corollaire, perdent leur qualité de procurateur dès qu’ils cessent d’exercer ladite fonction ;
- les procurateurs électifs sont ceux qui, comme le nom l’indique, sont redevables de leur statut de procurateur à une élection. Leur mandat de procurateur était d’une durée de trois ans et susceptible de prolongation à la faveur d’une réélection ;
- les procurateurs désignés sont ceux qui, en raison de leur position dans la hiérarchie de l’Église, des forces armées ou de l’administration, ou eu égard à d’insignes services rendus par eux à l’Espagne, étaient directement nommés par le chef de l’État[31].

Aux Cortes franquistes siégeaient les personnes suivantes :
1. Les membres du gouvernement ;
2. Les conseillers nationaux (=membres du Conseil national du Mouvement) ;
3. Le président du Tribunal suprême de justice, du Conseil d’État, du Conseil suprême de justice militaire, du Tribunal des comptes du Royaume, et du Conseil de l’économie nationale ;
4. Cent-cinquante représentants de l’Organisation syndicale espagnole (OSE) ;
5. Un représentant des communes pour chacune des provinces, choisi par les municipalités parmi leurs membres, et un autre pour chacune des communes de plus de 300 000 habitants ainsi que pour Ceuta et Melilla, élus par les municipalités concernées parmi leurs membres respectifs ;
6. Un représentant pour chaque députation provinciale et communauté interinsulaire canarienne, élu par les corporations respectives parmi leurs membres, et les représentants des corporations locales des territoires non constitués en provinces, élus de la même manière ;
7. Deux représentants de la famille pour chaque province, élus par ceux figurant sur le registre électoral des chefs de famille et par les femmes mariées ;
8. Les recteurs des universités ;
9. Le président de l’Institut d'Espagne et deux représentants choisis parmi les membres des Académies royales qui le composent ;
10. Le président du Conseil supérieur de la recherche scientifique et deux représentants de celui-ci choisis par ses membres ;
11. Le président de l’Institut des ingénieurs civils et un représentant des associations d’ingénieurs qui le composent ;
12. Deux représentants des collèges d’avocats ;
13. Deux représentants des collèges de médecins ;
14. Un représentant pour un nombre d’autres collèges professionnels, dont celui des architectes, des pharmaciens, des notaires, etc. ;
15. Enfin, telles personnes qui par leur position dans l’Église, dans l’armée ou dans l’administration, ou en vertu des importants services rendus par eux à la Patrie, étaient désignées par le chef de l’État, après consultation avec le Conseil du Royaume, jusqu’à un nombre ne dépassant pas les vingt-cinq[32].

Les Cortes franquistes n’avaient donc pas un nombre fixe de membres, lesquels, amenés à siéger suivant des modes d’investiture disparates, représentaient des groupes très distincts, tout en agissant dans la même Chambre, dotés de droits identiques.

### Le bureau et les commissions
Les Cortes franquistes se composaient  de procurateurs d’une part, et de membres du bureau (« de la Mesa ») d’autre part. La Mesa comprenait le président, les deux vice-présidents et les quatre secrétaires. Le président était choisi par le chef de l’État dans une liste citant trois personnalités membres des Cortes (terna) et dressée par les soins du Conseil du Royaume ; son mandat, avalisé par le président en exercice du Conseil du Royaume, avait une durée de six ans. À chaque nouvelle législature, vice-présidents et secrétaires étaient désignés en séance plénière des Cortes parmi les procurateurs présents.
À de multiples occasions, la prise de décision du président des Cortes concernant différents aspects du fonctionnement de la Chambre fut conditionnée à l’approbation du gouvernement. Le signe le plus flagrant, en même temps que le principal outil, de cette emprise de l’exécutif et du président des Cortes sur l’institution parlementaire était l’existence d’un ordre du jour qui devait être exécuté strictement tant en salle plénière qu’au sein des commissions, et qui était mis au point par la présidence de l’assemblée en connivence avec le gouvernement. En conséquence, aux Cortes n’étaient en définitive abordés et traités que les sujets voulus par l’exécutif et par Franco. Les compétences exclusives de la présidence permettaient à celle-ci d’exercer une forte influence sur le cours des travaux de la Chambre, puisqu’elle dirigeait les sessions plénières, celles de la Commission permanente et le cas échéant celles des autres commissions, organisait les débats, répartissait les procurateurs dans les différentes commissions, et coordonnait le travail des rapporteurs.
Ces fonctions polyvalentes de la présidence étaient encore potentialisées par la figure d’Esteban Bilbao Eguía, qui occupa la fonction pendant 22 années consécutives, à savoir entre 1943 et 1965, où Bilbao conférait aux travaux de la Chambre un caractère de « permanence et de continuité », et faisait en sorte, selon l’expression de Pacón, cousin de Franco, que les Cortes « ne dirent pas autre chose que ce que le gouvernement voulait »,.
La particularité des commissions de l’assemblée franquiste réside en ce qu’elles s’imposaient comme instance habituelle de travail et tendaient à éclipser totalement l’assemblée plénière, réduite à une simple « apophyse de la fonction représentative ». La première d’entre elles, et la plus importante, était la Commission permanente, dirigée elle aussi par le président de la Chambre, et dont les travaux furent décisifs tant pour le régime interne des Cortes que pour ses relations externes. Les amples compétences des différentes commissions eurent pour effet de rabaisser le travail de l’assemblée à une simple fonction d'enregistrement et d’approbation de leurs décisions, faisant perdre à celle-ci sa qualité délibérative et sapant l’unité des Cortes comme corps législatif, dans la mesure où en effet tout le travail était effectué séparément dans les commissions et que de celles-ci émanaient avis et recommandations, immanquablement adoptés ensuite.

### Les procurateurs de droit (natos) et désignés
Les procurateurs désignés formaient un groupe stable et restreint, dont l’effectif oscilla entre un maximum de 117 (sous la Ve législature, de 1955 à 1958) et un minimum de 70 (sous la Ire législature, de 1943 à 1946), et entre une part maximum des sièges de 19,3 % (à la IIIe, de 1949 à 1952) et un minimum de 11,8 % (à la Xe législature, de 1971 à 1977), à tendance légèrement décroissante. Les procurateurs natos (nommés d’office) formèrent au début l’immense majorité de la Chambre, avec un effectif de 303 lors de la Ire législature, jusqu’à retomber lors de la Xe et dernière législature à seulement 121. Les natos atteignirent en chiffres absolus leur point cuminant à la VIIIe législature (1964 à 1967), où ils étaient 315 à siéger dans l’hémicycle, mais connurent par la suite une tendance historique décroissante, tant numériquement qu’en pourcentage, passant de 56,8 % de la Chambre (Ire législature) à seulement 14,6 % (Xe et dernière législature).
Les représentants des universités, fussent-ils recteurs ou vice-recteurs, étaient eux aussi tributaires de nominations gouvernementales (pour les recteurs) ou ratifiées par le ministère de tutelle (pour les vice-recteurs). Quant au reste (associations, collèges professionnels et chambres de commerce), on ne pouvait figurer dans leurs comités de direction respectifs qu’à l’issue de désignations ou d’élections fortement soumises à interférence gouvernementale.

### Les procurateurs élus
Le troisième groupe, celui des élus, connaissant arithmétiquement une évolution inverse à celle des nommés d’office (« natos ») et des désignés par le chef de l’État, fut en expansion constante et se hissa d’un taux initial de 30 % en 1943 à 69,1 % à la IXe législature et à 73,6 % à la dernière, avec une oscillation dans la période intermédiaire entre 39,5 % lors de la IIIe et 46,3 % lors de la VIe législature (1958-1961). Cependant, la législature où la majorité de procurateurs élus était la plus marquée fut la IXe, inaugurée en 1967, peu après la tenue du référendum approuvant la Loi organique de l'État, point d’achèvement législatif de la dictature en vue de sa perpétuation. À cette occasion, la représentativité corporative fut renforcée par l’élargissement de l’éventail d’origine des procurateurs élus. En effet, lors de la IXe législature vinrent pour la première fois se joindre à l’assemblée, en plus des représentants élus de la FET y de las JONS (peu conforme à l’esprit corporatiste), de ceux de l’Organisation syndicale OSE (tercio laboral) et de ceux de l’administration locale (municipalités et députations provinciales, ou tercio municipal), les dénommés procurateurs familiaux (tercio familiar), élus directement par les chefs de famille et au nombre de 108, soit 14,8 % du total des membres de la Chambre. Avec cette dernière étape (arrivée des procurateurs familiaux), l’on achevait de mettre en œuvre, apparemment, la représentation politique du trinôme de référence famille, commune et syndicat, et aménageait pour la première fois une certaine place à quelque chose qui pouvait être perçu, dans ses formes extérieures du moins, comme un véritable scrutin démocratique, avec y compris des campagnes électorales. Toutefois, il ressort de l’examen du mode d’élection (voir ci-dessous) que la Xe et ultime législature se soldait en réalité par un taux d’élus de seulement 33 %, en dessous du pourcentage de 34,3 % de la IXe (1967-1971),.

#### Procédure d’élection
Pouvaient être élus procurateurs ceux qui avaient su préalablement franchir tout un parcours d’élections partielles, parcours qui variait au fil du temps et n’avait que peu à voir avec l’exercice d’un droit de vote réel, au vu des limitations, sans cesse changeantes, qui furent introduites dans la procédure d’élection, tant en ce qui concerne le droit de vote (suffrage dit actif) que les conditions d’éligibilité (suffrage passif).
Dès 1948-49, l’armature complexe de la représentation politique au sein de la dictature franquiste pouvait apparaître bien ordonnée, soumise à une cadence régulière trisannuelle de renouvellement de ses strapontins, et ce malgré les corrections apportées année après année à la composition des différentes assemblées ou au mode d’élection des procurateurs, députés provinciaux et conseillers communaux, afin de forger une image la plus représentative et la plus organique possible, tout en écartant toute possibilité d’infiltration par l’opposition clandestine. Ce rempart contre les infiltrations prit la forme de règlements électoraux destinés à interdire, par le contrôle du suffrage passif (= l’éligibilité), toute action indésirable de la part de ceux disposant du droit au suffrage actif (=les électeurs) ; autrement dit, les élections étaient contrôlées par la voie d’un méticuleux passage au crible des candidatures garantissant que tous les candidats soient indubitablement dévoués à la dictature, voire par la mise en place de situations où il y avait autant de candidats que de postes à pourvoir, rendant le scrutin superflu. Le mode réel de fonctionnement des voies d’accès aux fonctions représentatives dans le régime franquiste relevait en réalité, non du trinôme organiciste (famille, commune, corps de métier), mais bien plutôt du trinôme cooptation, sélection et désignation. La sagesse populaire avait bien discerné que ce qui s’était substitué à la démocratie de la République n’était pas un nouveau type de démocratie, mais un système que le peuple allait ironiquement appeler digitocratie (« dedocracia », de dedo, doigt) ou « digitalisme ».
Aussi la complexité de la composition des Cortes franquistes était-elle plus apparente que réelle, car indépendamment des multiples chicanes et des diverses procédures d’investiture, la qualité de procurateur s’acquérait par la grâce du gouvernement et, plus particulièrement, de Franco. Il était exclu que la base sociale puisse accéder à la Chambre, puisque c’étaient l’appareil du Mouvement, l’OSE et l’administration de l’État qui déterminaient qui étaient éligibles et qui, parmi eux, il convenait de privilégier.

#### Leterciofamilial
Il est à noter tout d’abord que le processus d’élection aux Cortes d’un « tercio familiar » (tiers familial), tel que le prévoyait la loi — « Deux représentants de la famille pour chaque province, élus par ceux figurant au Recensement électoral des chefs de famille et par les femmes mariées, dans la forme qu’établira la loi » —, ne sera pas mis en place avant 1967, et ce fut seulement en 1967 et 1971 que des scrutins auront finalement lieu pour permettre de pourvoir à l’élection de cette fraction des procurateurs aux Cortes. La majorité d’âge donnant accès au statut d’électeur avait été fixée à 21 ans pour les hommes et à 25 ans pour les femmes, avec des conditions différentes selon la situation familiale,, encore que pour les référendums le droit de vote ait été accordé à « tous les hommes et femmes de la nation ayant atteint leurs vingt-et-un ans ».
La mise en avant de la famille impliquait que les listes électorales pour ce scrutin aient nécessairement coïncidé avec le registre des chefs de famille ; ceux-ci, de sexe masculin, étaient dépositaires de l’autorité la plus haute au sein de la cellule de base de la vie sociale, et appelés à assumer le rôle de pater familias, c’est-à-dire de l’individu sous l’autorité de qui se trouvait l’ensemble des biens et des personnes appartenant au ménage ; toutefois, certaines catégories de femmes (veuves, femmes célibataires émancipées, etc.) pouvaient aussi être dotées de ce statut.
Le droit d’éligibilité n’était pas universel pour les chefs de famille, vu que chaque type d’élection — municipales à partir de 1948 et pour les Cortes à partir de 1967 — s’accompagnait de règlementations complexes par lesquelles la recevabilité des candidatures était laissée à la totale discrétion de Commissions électorales nommées par les autorités centrales ou par les gouverneurs civils concernés. Pour se porter candidat comme procurateur familial, il fallait satisfaire aux conditions suivantes :

« Article huitième. [...] Pour être proclamé candidat, il sera requis, outre de remplir les conditions fixées aux articles cinquième et sixième, de répondre à quelqu’une des suivantes : a) Être ou avoir été Procurateur aux Cortes. b) Être proposé par au moins cinq Procurateurs aux Cortes, qui ne pourront proposer que deux candidats. c) Être proposé par au moins sept ou par plus de la moitié des Députés provinciaux ou des Conseillers de chacun des Cabildos insulaires de la même province, qui ne pourront proposer qu’un seul candidat. d) Être proposé par des chefs de famille ou par des femmes mariées inscrites au Registre électoral de la province respective, au nombre non inférieur à mille ou à zéro virgule cinq pour cent du total du registre. »

Au cours de la brève histoire des élections de procurateurs familiaux, laquelle a consisté en deux scrutins seulement (en 1967 et 1971), nul ne réussit à devenir candidat par la voie du point d), seul point de l’article prévoyant une candidature d’initiative populaire, et rien n’indique que quiconque y soit parvenu par le biais du point c), possibilité en effet malaisée, nécessitant la complicité des autorités supérieures. Il appert donc que la plupart des procurateurs élus ne le furent que moyennant qu’ils aient déjà été auparavant titulaires de la même fonction, soit désignés soit d’office (natos), ou qu’ils aient été parrainés par cinq procurateurs en exercice, eux aussi majoritairement désignés ou natos.

#### Leterciocommunal
Il est significatif qu’en examinant les résultats du processus électoral dans l’administration locale à partir de la Ire législature (1943-1946), on constate que les cinquante représentants des communes de province (sans les chefs-lieux) étaient à trois près tous des maires en 1943-1946,. Une situation semblable allait se répéter à chaque législature, indiquant que les représentants élus de l’administration locale étaient presque toujours des maires ou des présidents de députation, et seulement de manière anecdotique des conseillers communaux ou des députés provinciaux. Il est à noter parallèlement que les maires sortis élus comme procurateurs par le vote de leurs homologues avaient été auparavant désignés pour occuper leur poste de maire par les gouverneurs civils, eux-mêmes nommés par le ministre de l’Intérieur. Les maires négociaient avec le gouverneur civil pour déterminer qui parmi les conseillers seraient admis à présenter leur candidature et qui parmi eux devront sortir gagnants de la confrontation. De la sorte, nul conseiller ne parvenait même à devenir candidat pour obtenir un siège aux Cortes qu’il n’ait d’abord passé à travers plusieurs filtres successifs. Dans ces conditions, il y a lieu de mettre en doute la qualité d’élu des représentants de l’administration locale, voire leur qualité de représentant effectif d’autre chose que des politiques pilotées depuis l’appareil gouvernemental central.
De même, il y a lieu de dénier la qualité d’élus à ceux choisis pour représenter les provinces auprès du Conseil national du Mouvement, soit un minimum de 50 personnes par législature. Pas davantage les élections des conseillers nationaux à l’intérieur du parti ne peuvent-elles être considérées comme un scrutin libre, pour deux raisons : d’abord parce que les listes électorales se composaient uniquement de militants du parti unique FET y de las JONS, et en second lieu à cause des restrictions que le décret y afférent posait à la faculté d’être candidat, par quoi ladite faculté demeurait réservée à un très petit nombre de personnes :

« Article 1. Alinéa 2. – Être ou avoir été a) Chef provincial du Mouvement, b) Conseiller national de la FET y de las JONS, soit par libre désignation, soit en vertu de la charge occupée ; Lieutenant-général de la Garde de Franco ou Inspecteur national de la Vieille Garde, c) Procurateur aux Cortes, en quelque représentation que ce soit, d) Récompensé pour des services ou des mérites que le Commandement aura jugé comme donnant droit au décernement de la Palme d’Argent. »

En d’autres termes, pour être éligible lors de ces scrutins particuliers, il fallait avoir été auparavant nommé à quelque poste élevé ou avoir été décoré par les plus hautes autorités de la FET y de las JONS,.
L’élection pour le tercio local renfermait une autre distorsion : l’absence de proportionnalité entre nombre de procurateurs et nombre d’habitants des différentes communes et provinces, témoin le fait que p. ex. des territoires au chiffre de population si disparate qu’Albacete ou Barcelone déléguaient un nombre identique de procurateurs. Du reste, ce type de déséquilibre était une constante dans le système de représentation franquiste.

#### Leterciosyndical
Les membres de l’OSE (Organisation syndicale espagnole) ne représentaient pas le monde du travail, étant donné que les syndicats libres avaient été interdits et qu’en leur lieu et place en avait été institué un autre, contrôlé par le gouvernement, unique, organisé verticalement et à affiliation obligatoire, l’OSE. Le « tiers du travail » (tercio laboral ou sindical) s’inscrivait dans le cadre de cette nouvelle structure où travailleurs (« producteurs », dans le nouveau langage officiel) et chefs d’entreprise étaient organiquement intégrés. Tout autre type d’organisation et de représentation, en particulier s’il était d’inspiration proprement politique, était proscrit car inorganique et susceptible d’ouvrir la voie à la « dictature des masses ».
Les procurateurs du tercio syndical étaient pareillement subdivisés entre natos (de droit) et élus, encore que cette distinction ait été peu pertinente attendu qu’en réalité tous étaient directement ou indirectement désignés par le gouvernement. Ainsi étaient élus de droit les hauts directeurs de l’OSE, les présidents des Syndicats nationaux et de la Confrérie nationale des cultivateurs et éleveurs, tandis qu’étaient éligibles ceux des travailleurs, techniciens et chefs d’entreprise jugés conformes à la ligne politique du Syndicat vertical et qui se présentaient au nom de chacun des Syndicats nationaux (quatre procurateurs par branche), de la Confrérie nationale des cultivateurs et éleveurs (quatre propriétaires, quatre métayers et quatre journaliers), de la Fédération syndicale du commerce (trois procurateurs), etc. Chaque type d’élection était dirigé par la Délégation nationale des syndicats, non seulement l’élection du tercio syndical aux Cortes, mais aussi celle destinée à pourvoir aux postes représentatifs organiques attribués à l’OSE dans l’administration.
Aussi, en 1971, les 169 procurateurs syndicaux, réputés « élus », étaient-ils issus du syndicat vertical OSE, qui subissait les interférences d’un État dont il était une partie constitutive depuis sa création. Aucun titulaire d’une haute fonction à l’OSE ne l’était par élection indépendante. Les représentants des travailleurs — la dénommée section sociale — étaient choisis parmi les bureaucrates syndicaux qui avaient été recrutés chez les militants de la FET y de las JONS, de même que bon nombre des chefs d’entreprise ayant gagné un siège de procurateur — dans la section dite économique — étaient des affiliés du parti.

#### Les groupes professionnel et culturel
Le groupe (ou tercio) professionnel comprenait : le président de l’Institut des ingénieurs civils et un représentant des associations d’ingénieurs qui le composent ; deux représentants des collèges d’avocats ; deux représentants des collèges de médecins ; un représentant pour chacun des collèges suivants : celui des agents de change et des courtiers en bourse ; des architectes ; des économistes ; des pharmaciens ; des licenciés et docteurs en sciences et en lettres ; des licenciés et docteurs en sciences chimiques et physico-chimiques ; des notaires ; des procureurs auprès des tribunaux ; des agents du cadastre ; des vétérinaires ; et des autres collèges professionnels de titulaires de l’enseignement supérieur, élus par leurs collèges officiels respectifs ; trois représentants des chambres officielles de commerce ; un pour les chambres de la propriété urbaine et un autre pour les associations de locataires, choisis par leurs comités ou organes représentatifs. Tous les élus sous le présent titre devaient obligatoirement être membres de leurs collèges respectifs et des corporations ou associations qui les élisaient.
Dans les premiers temps, le groupe culturel se composait des recteurs des 12 universités existant en Espagne en 1942 (Madrid, Barcelone, Grenade, La Laguna, Murcie, Oviedo, Salamanque, Saint-Jacques-de-Compostelle, Séville, Valence, Valladolid et Saragosse) et du président de l’Institut d'Espagne,.
Les représentants des universités, fussent-ils recteurs ou vice-recteurs, étaient tributaires d’une nomination gouvernementale (pour les recteurs) ou d’une nomination sujette à ratification par le ministère de tutelle (pour les vice-recteurs). Quant au reste des groupements professionnels (associations, collèges professionnels et chambres de commerce), on ne pouvait figurer dans leurs comités de direction respectifs qu’à l’issue de désignations ou d’élections fortement soumises à interférence gouvernementale.

## Fonctionnement et pratiques

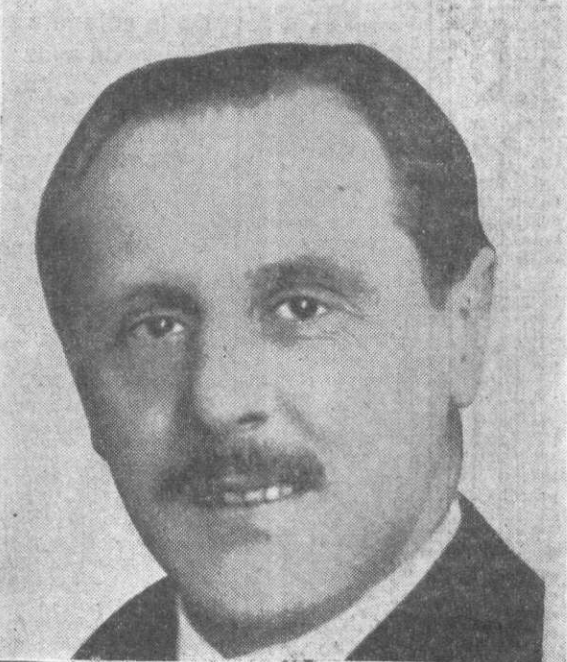
Esteban Bilbao, président des Cortes espagnoles de 1943 à 1965, mit tous ses soins à faire des Cortes un instrument docile au service du régime franquiste.

Les Cortes franquistes étaient renouvelées par périodes de trois ans, appelées législatures, en phase avec le mandat triennal des procurateurs à statut électif. Le fonctionnement des Cortes était régi par le règlement de 1957, lequel établissait en premier lieu les privilèges des procurateurs, en particulier leur inviolabilité, leur immunité, leur charte et leurs indemnités. La Loi organique de l'État de 1967 allait apporter de profonds changements dans l’organisation des Cortes franquistes et en réformer le mode de fonctionnement.
Les Cortes étaient dirigées par un président, assisté d’une Commission permanente ; d’une Commission de gouvernance intérieure ; d’une Commission de correction de style, chargée de réviser les textes ; et de la Commission de compétence législative, chargée de veiller au respect des attributions des Cortes en la matière. Les autres commissions étaient des corps spécialisés, en principe une par ministère, qui avaient pour mission d’examiner les projets de loi ressortissant à leur domaine, puis d’exposer leurs conclusions devant l’assemblée.
Il n’y eut guère de débats durant les sessions des Cortes franquistes. Les procurateurs ne pouvaient pas intervenir à partir de leur siège lors des séances plénières et devaient le faire obligatoirement à la tribune. En outre, un représentant n’avait pas la possibilité de demander la parole si son intervention n’était pas préalablement inscrite à l’ordre du jour, ce qui empêchait tout échange d’arguments. Il n’y avait pas de périodes fixes pour les séances et les sessions plénières étaient convoquées à l’entière discrétion de la présidence.
La pratique avait pris pied de donner lecture des avis des commissions avant leur mise aux débats. Cependant, le président pouvait soumettre à la décision des Cortes qu’il soit renoncé à une lecture intégrale ou partielle des avis proposés aux votes si, du fait de leur extension, ils risquaient de retarder le déroulement de l’ordre du jour. Les décrets-lois, desquels il était seulement « rendu compte » devant l’assemblée, faisaient l’objet d’une lecture sommaire de ses seuls titres à la fin de la session.
En général, les séances ne suscitaient aucun intérêt dans la presse et dans l’opinion publique. Les procurateurs eux-mêmes s’absentaient pendant ces interventions longues et répétitives, et ne retournaient dans la salle plénière qu’au moment de la clôture, quand il s’agissait de passer au vote. Celui-ci pouvait être de type ordinaire ou nominatif, et aucun quorum pour sa validation n’était fixé. Esteban Bilbao avait pendant son mandat de président des Cortes pris pour habitude d’enclencher lors des votes une procédure anti-réglementaire, à savoir le « vote par assentiment », mis en œuvre par Esteban Bilbao pour marquer avec force l’adhésion de la Chambre aux projets de la dictature et éviter que le décompte des suffrages puisse faire surgir un résultat susceptible d’entacher cet appui. Les lois qui furent approuvées sous les législatures de Bilbao sans aucune consignation des voix émises, ou à l’adoption desquelles fut proclamée une fausse unanimité, se chiffrent par centaines. Ces pratiques n’étaient pas sans irriter nombre de procurateurs, exaspérés par le zèle de Bilbao à dissimuler au gouvernement les moindres dissensions.
D’autre part, les « procédures législatives extraordinaires » furent fort souvent mises en action par Franco en vertu des dénommées Lois de prérogative, qui habilitaient le chef de l’État à édicter des dispositions normatives sans le concours de la Chambre, voire sans délibération préalable du Conseil des ministres, si des motifs d’urgence le commandaient. Franco fut ainsi amené à court-circuiter les Cortes en de multiples occasions, faisant usage de cette faculté tant pour les lois fondamentales que pour la législation ordinaire. Au surplus, le gouvernement avait la possibilité, « pour motifs d’urgence » avancés par le chef de l’État (mais en réalité pour des questions sans aucun caractère d’urgence la plupart du temps), d’approuver des décrets-lois sans que les Cortes aient eu le loisir d’en débattre, de les approuver ou de les rejeter ; en ce cas, on se bornait à en « rendre compte » à l’assemblée avant leur promulgation. Enfin, s’agissant plus particulièrement de crédits extraordinaires, des procédures irrégulières avaient cours, notamment par une insidieuse mise à contribution par le gouvernement de la Commission permanente, laquelle approuvait en secret décrets-lois et projets de loi sans en référer à la Chambre en session plénière.
Les procurateurs ne pouvaient pas se rabattre sur une quelconque organisation extraparlementaire, attendu que tout parti, toute association ou structure de nature politique non incorporée dans le Mouvement étaient interdits. Les membres des Cortes menaient leur travail individuellement, à la Chambre et en dehors, avec seulement des soutiens ponctuels et circonstanciels, mais sans alliances stables aptes à faire écho à leur travail devant l’opinion publique.

### Comportement de vote
L’ensemble des règles électorales en vigueur devait fatalement entraîner la présence aux Cortes franquistes d’une majorité écrasante de militants de la FET y de las JONS, quand même tous n’appartenaient certes pas à la même faction. Leur affiliation au parti valait, par-dessus toute autre considération, allégeance et fidélité au régime et leur permettait de franchir tous les filtres de sélection et de passer pour adéquats en toute circonstance.
Un examen du comportement de vote permet d’établir que dans la période 1943-1967, seules pour 19 résolutions sur les 340 soumises aux voix, soit 5,6 %, il s’est trouvé plus de 15 procurateurs à s’opposer à une loi projetée par le gouvernement,. Il est vrai que l’opposition au gouvernement fut multipliée par quatre à l’occasion de l’ultime décision importante prise par ce parlement, à savoir son auto-dissolution (son hara-kiri, selon l’expression consacrée), mais même alors, cette opposition ne représenta pas même 10 % de l’ensemble.

## Compétences

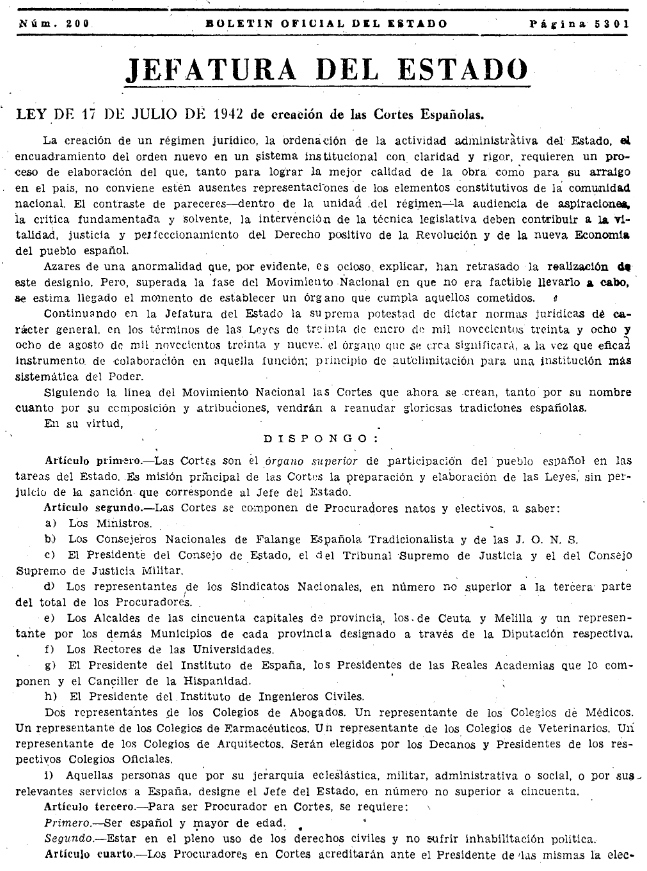
Loi portant création des Cortes de juillet 1943, première page (le texte de loi couvre un peu plus de deux pages).

Les Cortes franquistes remplissaient une fonction spécifiquement législative, à savoir la préparation et l’élaboration des lois. (L’initiative des lois pouvait s’exercer par le truchement de projets de loi ou de propositions de loi ; on parle de projet lorsque l’initiative en revient au gouvernement ou au Conseil des ministres, et de proposition lorsqu’elle émane des Cortes ou des procurateurs, dans le respect de la forme telle que fixée dans la loi et le règlement y afférent.) La fonction législative des Cortes restait tributaire de la sanction qu’il appartient au chef de l’État d’accorder. Les lois produites par la dictature franquiste n’émanaient donc pas d’un organe populaire représentatif, mais relevaient en dernier ressort des prérogatives de Franco en personne, prérogatives par lesquelles il était habilité à édicter des normes juridiques à caractère général. De par leur nature même, les Cortes franquistes, dépourvues ainsi d’un authentique pouvoir législatif, comportaient le refus implicite de reconnaître les libertés politiques des citoyens espagnols à travers un système électif.
En vertu de la Loi constitutive des Cortes, la fonction primordiale de la Chambre était donc de nature législative, et elle avait à connaître de tous les arrêtés et de toutes les lois se rapportant : aux budgets ordinaires et extraordinaires de l’État ; aux grandes opérations d’ordre économique ou financier ; à la fixation ou la révision du régime fiscal ; à la réglementation bancaire et monétaire ; à l’intervention économique des Syndicats verticaux et à toute mesure législative affectant de manière significative l’économie nationale ; aux lois de base sur l’acquisition et la perte de la nationalité espagnole et sur les devoirs et droits des Espagnols ; à l’ordonnancement juridique et politique des institutions de l’État ; aux bases de l’administration locale, de l’organisation judiciaire et de l’administration publique ; à la réforme du droit civil, commercial, social, pénal et procédural ; à l’ordonnancement agraire, commercial et industriel ; aux plans nationaux d’enseignement ; ou de toute autre loi que le gouvernement, à sa propre instigation ou sur proposition de la commission correspondante, déciderait de soumettre à la Chambre,.
En plus de la fonction législative, les Cortes franquistes détenaient d’autres attributions en ce qu’elles :
- exerçaient un certain contrôle sur l’administration ;
- eurent une fonction extraordinaire lors de la mise au point de la Loi de succession du chef de l'État (Ley de Sucesión en la Jefatura del Estado) ;
- avaient en leurs mains un pouvoir de décision fondamental par leur pouvoir de déclarer l’incapacité du chef de l’État ;
- eurent une fonction constituante lors de la réforme des Lois fondamentales du Royaume ;
- avaient vocation à ratifier les traités ou conventions internationales, lorsque ceux-ci étaient susceptibles d’affecter la souveraineté ou l’intégrité territoriale de l’Espagne ;
- étaient appelés à autoriser le chef de l’État à accomplir tels actes qui, aux termes de la loi fondamentale, requéraient l’intervention des Cortes ;
- étaient appelés à approuver les budgets généraux et les comptes généraux de l’État.

Sur les six lois dites fondamentales élaborées ou modifiées de 1943 à 1967, les Cortes n’eurent à connaître pleinement que de deux (à savoir la Charte des Espagnols et la Loi de succession du chef de l'État), en examinèrent deux autres dans une mesure limitée (la Loi sur les principes du Mouvement national et la Loi sur l’organisation de l’État), mais n’eurent aucun rôle dans l’adoption des deux autres (Loi portant modification de la Loi sur les Cortes et la Loi sur le référendum national). En particulier, les Principes du Mouvement national de 1958 et la Loi sur l’organisation de l’État de 1967 ne furent pas approuvées « aux Cortes » (en las Cortes), mais « devant les Cortes » (ante las Cortes), étant donné que la Chambre n’engagea aucune procédure d’aucune sorte en commission ou devant l’assemblée en vue de quelque amendement, mais que Franco les réunit pour leur faire remplir, selon l’expression de Javier Tusell, une « fonction de pure résonance », c’est-à-dire qu’il présenta devant elles les différents articles, en escomptant de voir survenir alors toutes les démonstrations possibles d’adhésion afin de pouvoir se parer d’une plus grande légitimité devant l’opinion publique,,.
Pas davantage les compétences exclusives des Cortes en matière de « ratification de traités et conventions internationales » ne furent-elles respectées, vu que, quand bien même elles furent avisées de certaines cérémonies protocolaires, il n’y eut sur plusieurs sujets importants, tels que l’indépendance du Maroc, aucun débat parlementaire.
La faculté pourtant dûment reconnue des procurateurs de rédiger des propositions de loi se heurtait à une série d’entraves qui les rendait peu disposés à mettre en chantier des textes législatifs. P. ex., il était nécessaire de réunir cinquante signataires de la Chambre ou quinze d’une même commission avant qu’une proposition soit prise en compte par la présidence, et même en ce cas le président, ou le gouvernement lui-même, pouvait dédaigner l’initiative par le simple moyen de ne pas la faire figurer à l’ordre du jour. Il s’ensuit que les commissions n’émirent d’avis favorable que sur quatre propositions de loi au cours des huit premières législatures. Ce défaut d’initiative législative de la Chambre était compensé par l’activité du gouvernement et de Franco lui-même, dont la volonté, en dépit de tous les dehors institutionnels, et comme l’a souligné Javier Tusell, était le véritable organe législatif, raison pour laquelle les projets de loi, et non les propositions, accaparaient les travaux de la Chambre. À leur passage par les commissions des Cortes, les textes du gouvernement étaient acceptés moyennant seulement quelques modifications, peu nombreuses, sous la menace du gouvernement de retirer le projet,.
L’historien Giménez Martínez indique :

« Les avis des commissions n’étaient pas tous mis aux débats devant l’assemblée, mais seulement ceux jugés importants par la présidence et par le gouvernement étaient défendus par le président de la commission concernée ou par quelque membre de l’équipe chargée de rédiger l’avis. Normalement, les projets de loi inscrits à l’ordre du jour avec tour de parole étaient ceux auxquels avait été apporté en commission un nombre significatif d’amendements, sans que ce nombre n’ait été fixé par le règlement. L’immense majorité des avis étaient « vus » à la clôture des sessions plénières de la Chambre, de laquelle n’étaient requis ni votes ni acquiescement d’aucune sorte. La plupart des lois importantes étaient certes « expliquées » par un procurateur membre de la commission — qui dans bon nombre de cas se trouvait être aussi sous-secrétaire — et « contresigné », facultativement, par quelque ministre. Il n’y avait pas toutefois de débat d’aucune nature, et l’on passait directement aux voix. Le résultat était toujours affirmatif : jamais dans l’histoire des Cortes franquistes entre 1943 et 1967, il ne se produisit un seul vote contre un avis sur un projet de loi du gouvernement. Des 4415 avis émis par les commissions dans la période 1943-1967, l’assemblée des Cortes n’en approuva par son vote que 340, de sorte que des avis restants, il était seulement donné lecture, lesquels avis, en vertu de cette procédure seule, étaient alors considérés comme approuvés. »

Quant aux interpellations, faculté introduite avec l’adoption du règlement de 1957, elles ne consistaient qu’en questions formulées directement en séance plénière, suivies immédiatement par la réponse du ministre concerné, sans débat ni vote subséquent. Il n’en fut déposé que deux pendant les huit premières législatures.

## Histoire

### De laloi sur les Cortes(1943) à laloi sur la Succession(1947)
Après que la Loi portant organisation de l’État (Ley de Organización del Estado) présentée par Ramón Serrano Súñer eut été rejetée, une loi sur les Cortes fut approuvée, prévoyant la création d’un « organe d’autolimitation du pouvoir, sous forme d’une institution plus systématique », doté d’un poids législatif modéré. Ainsi, le 17 juillet 1942, fut sanctionnée par une Chambre constituante de nature partiellement corporative la Loi constitutive des Cortes, censée atténuer la prééminence des prérogatives de l’exécutif en instituant une assemblée de procurateurs chargée de futures fonctions législatives, tel qu’énoncé à l’article 12, qui remodelait, dans une mesure limitée, les pouvoirs du chef de l’État et instaurait au niveau national un système de représentation sur le mode corporatif.

### Mise en place de la «dictature constituante» (1947-1958)
La deuxième période des Cortes franquistes commence avec l’adoption de la Loi de succession du chef de l'État du 7 juin 1947, approuvée par référendum le 8 juin suivant. Cette loi donnait corps à ce qui avait été conceptualisé et énoncé comme suit par José María Pemán, intellectuel proche du phalangisme : le caudillat fut un « monarchisme circonstanciel » qui, « incarnant la volonté de Dieu, sauve un pays — l’Espagne —, une civilisation — l’Europe — et l’œuvre elle-même de Dieu sur terre — la chrétienté ». Le début de cette période se situe dans la deuxième moitié de la IIe législature des Cortes franquistes, mise en place le 13 mai 1946, et s’étend les trois législatures suivantes :
- IIIe législature, investie le 13 mai 1949[88] ;
- IVe législature, investie le 14 mai 1952[89] ;
- Ve législature, investie le 14 mai 1955[90].

### Apogée du processus d’institutionnalisation du régime (1958-1966)
Le processus d’institutionnalisation du régime franquiste connut son point culminant entre 1958 et 1966. L’échec de José Luis Arrese à faire de la Phalange le pivot du système politique et le point de référence pérenne après la future disparition du chef de l’État laissa la voie libre à la nouvelle équipe ministérielle de 1957, c’est-à-dire à la génération de technocrates développementalistes parrainée par Luis Carrero Blanco et emmenée par Laureano López Rodó. Quelques années plus tard, Franco déclara :

« [...] Est homme libre celui qui possède un salaire suffisant, un emploi stable, une sécurité sociale couvrant tous les risques, et un niveau de vie lui permettant d’avoir part aux biens de la civilisation moderne. »

Ainsi fut instauré l’« État autoritaire du bien-être » (1960-1977), modèle qui selon Gregorio Rodríguez Cabrero devait jouer un rôle décisif dans la future mise en place de la démocratie parlementaire au plein sens du terme.
Cette période s’étale sur trois législatures :
- VIe législature des Cortes franquistes, convoquées le 16 mai 1958[93].
- VIIe législature, convoquées le 31 mai 1961[94].
- VIIIe législature, convoquées le 3 juillet 1964[95].

### Déclin inéluctable et autodissolution (1967-1976)
L’arrivée de représentants de la famille (le tercio familiar), élus en 1967 par les chefs de famille en exécution de la Loi organique de l'État de 1966, inaugure une période marquée par la régression et la décadence irréversibles du régime franquiste, qui ne se maintenait plus que sous l’effet de sa propre inertie historique, autant que par l’impuissance de l’opposition à le renverser. Cette période, qui s’étire jusqu’à la dissolution des Cortes franquistes en 1977, remplacées alors par le Congrès des députés, englobe les deux dernières législatures, à savoir :
- la IXe législature des Cortes franquistes, convoquées le 6 novembre 1967[96].
- la Xe législature des Cortes franquistes, convoquées le 11 novembre 1971[97].

La loi portant réforme politique, approuvée le 18 novembre 1976 après avoir reçu le soutien de 435 des 531 procurateurs, fut l’instrument juridique par lequel il put être procédé, dans le contexte de la Transition démocratique, à une abolition juridiquement fondée des structures de la dictature franquiste, dont les Cortes (conduisant au « hara-kiri » de celles-ci), suivie de la convocation d’élections démocratiques.

## Présidents
Le président des Cortes franquistes était désigné par le chef de l’État, par voie de décret, au lieu d’être choisi par la Chambre elle-même. Ont ainsi assumé la présidence :
- Esteban de Bilbao Eguía, du 16 mars 1943 au 29 septembre 1965[100] ;
- Antonio Iturmendi Bañales, du 30 septembre 1965 au 26 novembre 1969[101] ;
- Alejandro Rodríguez de Valcárcel y Nebreda, du 27 novembre 1969 au 5 décembre 1975[102] ;
- Torcuato Fernández-Miranda y Hevia, du 6 décembre 1975 au 15 juin 1977[103].